# Brécy-Brières
Brécy-Brières är en kommun i departementet Ardennes i regionen Grand Est (tidigare regionen Champagne-Ardenne) i nordöstra Frankrike. Kommunen ligger  i kantonen Monthois som ligger i arrondissementet Vouziers. År 2022 hade Brécy-Brières 76 invånare.

## Befolkningsutveckling
Antalet invånare i kommunen Brécy-Brières
Referens: INSEE